# Gramat
Gramat je francouzská obec v departementu Lot v regionu Midi-Pyrénées. V roce 2009 zde žilo 3 473 obyvatel. Je centrem kantonu Gramat.